# Ostichthys daniela
Az Ostichthys daniela a sugarasúszójú halak (Actinopterygii) osztályának nyálkásfejűhal-alakúak (Beryciformes) rendjébe, ezen belül a mókushalfélék (Holocentridae) családjába tartozó faj.

## Neve
Ez a hal a tudományos fajnevét, azaz a másodikat Psomadakis feleségéről, Daniela Basili-ról kapta.

## Előfordulása
Az Ostichthys daniela előfordulási területe az Indiai-óceán keleti felén található. Ezidáig csak Mianmar tengervizeiben vették észre. Élőhelyét megosztja a vele rokon Ostichthys convexusszal.

## Megjelenése
Hossza elérheti a 10,5 centimétert. A hátúszóján 12 tüske és 13 sugár van, míg a farok alatti úszóján 4 tüske és 11 sugár látható. Az oldalvonalán 28 pikkelye van. Az élő példány feje, háti része és oldalai kárminvörös színűek, a pikkelyek közepén fehér vonalak húzódnak; elpusztulva elmosódnak a színei.

## Életmódja
Trópusi mélytengeri halfaj, amely általában 121-129 méteres mélységekben tartózkodik. A partoktól távoli nyílt vizekben él.